# Julia Soek
Julia Soek (Groningen, 12 de desembre de 1990) és una ciclista neerlandesa professional des del 2013 i actualment a l'equip Team Sunweb.

## Palmarès
- 2017
  - 1a a la Fletxa d'Erondegem